# Donatella Versace
Donatella Francesca Versace (Italiano: [donaˈtɛlla franˈtʃeska verˈsaːtʃe]; Régio da Calábria, 2 de maio de 1955), por vezes chamada apenas de Donatella, é uma designer de moda, empresária, socialite, modelo italiana e, de 1997 a 2025, designer-chefe da Versace. Ela é irmã de Gianni Versace, fundador da marca de luxo Versace, com quem trabalhou de perto no desenvolvimento da marca, especialmente na combinação do luxo italiano com a cultura pop e o mundo das celebridades.
Após a morte de Gianni em 1997, ela herdou uma parte da marca Versace e se tornou a sua diretora criativa. Foi a diretora de criação da marca até 2025. Com o seu irmão Gianni, ela é amplamente creditada pelo fenômeno das supermodelos nos anos 1990 ao escalar modelos editoriais para os desfiles.

## Início da vida e educação
Donatella Versace nasceu em Reggio di Calabria, Itália, sendo a caçula de quatro filhos: Santo, Gianni e Tina. O seu pai, Antonio Versace, ajudava a administrar o negócio familiar de mineração de carvão, e sua mãe, Francesca Versace (née Olandese), era costureira numa empresa de moda antes de abrir a sua própria butique. A sua irmã mais velha, Tina, morreu aos 12 anos devido a uma infecção de tétano tratada de forma inadequada. Sempre próxima do seu irmão Gianni, Donatella foi persuadida por ele a descolorir o cabelo aos 11 anos em homenagem à cantora italiana Patty Pravo, de quem ele era um grande fã.
Em meados da década de 1970, Donatella estudou literatura e línguas em Florença. Nos fins de semana, ela viajava para Milão para trabalhar com Gianni, que estava atuando na marca de moda Callaghan. A mãe de Donatella não aprovava, querendo que ela se concentrasse nos estudos, e fazia visitas surpresa a Florença para verificar a filha.

## Carreira
Donatella sempre teve interesse apenas numa carreira na indústria da moda e de modelos, afirmando: "Eu sabia que iria trabalhar com moda; realmente não pensei em mais nada". Em 1976, Donatella e Santo juntaram-se ao irmão Gianni em Milão. Os três viajaram para os Estados Unidos em 1977 numa turnê de três semanas em busca de imprensa e compradores estrangeiros, em preparação para o lançamento da marca Versace.
A marca Versace foi fundada em 1978, com Donatella atuando como vice-presidente, embora ela colaborasse com Gianni em todos os projetos, especialmente no styling, na criação da imagem da marca, e no design de acessórios, sapatos e bolsas. Em 1982, Gianni enviou Donatella a um leilão, onde ela fez o lance vencedor pelo palazzo na Via Gesù 12, em Milão, que se tornaria a sede e o showroom da Versace.
Donatella é amplamente considerada tanto parceira criativa quanto musa de Gianni. Em 1989, Gianni dedicou o novo perfume Blonde a Donatella e confiou-lhe a linha de difusão Versus, presenteando-a com um anel de diamante amarelo para marcar a ocasião. Entre 1996 e o início de 1997, enquanto Gianni Versace se recuperava de um câncer no ouvido esquerdo, Donatella assumiu grande parte das decisões para a marca Versace.
Versace descreveu a sua abordagem ao design como sendo baseada em imagens, dizendo: "Eu não olho para as roupas com os meus olhos, eu olho por meio de imagens – uma foto ou um vídeo." Ela é frequentemente citada como responsável por desenvolver o estilo Versace. Donatella trabalhou com o fotógrafo de moda Richard Avedon na sessão de fotos da campanha primavera-verão de 1980, a sua primeira para a marca, e dirigiu artisticamente Avedon na campanha primavera-verão de 1993.
Gianni foi assassinado em 15 de julho de 1997, em frente à reconstruída Casa Casuarina, também conhecida como Versace Mansion, em Miami, Flórida. Após o crime altamente divulgado e a caçada ao assassino, a maioria da família Versace, incluindo Donatella, mudou-se temporariamente para um resort privado isolado no Caribe. O seu irmão, Santo Versace, herdou 30% da Versace após a morte de Gianni e a sua filha, Allegra Versace, herdou 50%. O livro de Gianni Versace, The Art of Being You, publicado postumamente em 1997, inclui uma dedicatória de Donatella e Santo a Gianni, que diz: "Este livro é uma homenagem a um grande artista, a alguém que viveu com um amor incrível pela arte, a uma pessoa muito especial que sempre se fascinou pela arte e pelos artistas e sempre os apoiou, nosso irmão Gianni".
Em 18 de julho de 1998, um ano e três dias após a morte de Gianni, Donatella Versace realizou o seu primeiro desfile de alta-costura para o Versace Atelier no Hôtel Ritz Paris. Ela montou a sua passarela sobre a piscina do hotel, como o seu irmão havia feito em todas as temporadas, embora desta vez usando vidro transparente. De outubro de 2002 a janeiro de 2003, as roupas mais conhecidas de Gianni e Donatella Versace foram exibidas numa exposição especial no Museu Vitória e Alberto, em Londres.
Donatella desenhou campanhas publicitárias para a Versace que incluíram Madonna, Courtney Love, Christina Aguilera, Jonathan Rhys Meyers, Demi Moore, Nicki Minaj, Lady Gaga, Beyoncé e January Jones. Ela desenhou o vestido verde da Versace de Jennifer Lopez, também conhecido como "Jungle-Dress", que foi usado por Lopez no 42.º Grammy Awards em 2000. Em 2015, ela apareceu na campanha publicitária de outono/inverno de 2015 da sua concorrente direta, Givenchy.
Donatella projetou o resort Palazzo Versace Australia na Gold Coast, Queensland, Austrália, que foi inaugurado em setembro de 2000, e desempenhou um papel importante no design do Palazzo Versace Dubai, o segundo hotel Palazzo Versace, que abriu em novembro de 2016. Ela também projetou um Mini Cooper para o Life Ball. Em setembro de 2017, Donatella Versace organizou um desfile em homenagem ao seu irmão.
Versace e o seu ex-marido, o modelo americano Paul Beck, têm dois filhos: a filha Allegra Versace Beck (nascida em 30 de junho de 1986) e o filho Daniel Versace Beck (nascido em 1989). O casamento de Donatella com Paul Beck terminou em 2000.
Ela lutou contra um vício em cocaína por 18 anos até 2005. Uma grande fumante, ela parou de fumar em 2014.

## Premiações
- 1996: De Beers Diamonds International Award[22] pelo seu design de uma tiara de ouro e diamante, produzida por Gianni Versace.
- 2004: Bambi Award para Moda[23]
- 2005: World Fashion Award como Designer do Ano, no Women's World Awards[24]
- 2007: Homenageada com Gianni Versace pela cidade de Beverly Hills e pelo Comitê de Rodeo Drive por suas contribuições ao mundo da moda, com o Rodeo Drive Walk of Style Award[25]
- 2008: FGI Superstar Award
- 2008: Presidente Honorária do Fashion Fringe[26]
- 2009: Presidente Honorária do Fashion Fringe pelo segundo ano consecutivo[27]
- 2010: Mulher do Ano pela Glamour[28]
- 2012: Palestrante na Oxford Union[29]
- 2012, 2016: Designer de Moda do Ano pela Glamour
- 2017: Ícone de Moda do Ano pelo British Fashion Council[30][31]
- 2018: Primeira mulher a ser nomeada Designer do Ano nos GQ Men of the Year Awards no Reino Unido e na China[32][33]
- 2018: International CFDA Award[34][35]
- 2018: Fashion Icon Award no GQ Awards Berlim[36]
- 2023: Humanitarian Award for Equity and Inclusivity no Camera Nazionale della Moda Italia Sustainable Fashion Awards[37][38]
- 2024: Game Changer Honor nos Green Carpet Fashion Awards (GCFA)[39]

## Filantropia
Versace tem se envolvido em várias causas beneficentes. Em 1993, Donatella e Gianni Versace publicaram o livro South Beach Stories e doaram todos os lucros para a ANLAIDS. Ela continua a ser patrona da Elton John AIDS Foundation.
Ao lado da supermodelo Naomi Campbell, em 1998, Versace organizou um desfile beneficente em apoio ao Nelson Mandela Children's Fund, arrecadando milhares de dólares para a instituição de caridade. No mesmo ano, Versace realizou um desfile de moda beneficente durante o Fire & Ice Ball na Califórnia para arrecadar fundos para o Revlon/UCLA Women's Cancer Research Program. O evento arrecadou 1,8 milhão de dólares para a instituição de caridade.
Em 2008, Versace realizou o seu primeiro desfile de moda na China como parte de um leilão beneficente e jantar, como parte de uma parceria de um ano em benefício da Jet Li One Foundation, para abrir centros para crianças com necessidades de recuperação pós-trauma e apoio psicológico na província de Sujuão, na China, após um terremoto na região. Como parte da colaboração, Donatella desenhou um logo Versace/One Foundation e mercadorias edição limitada.
Em 2010, Versace contribuiu com £20.000 para o 20:20 Fashion Fund da faculdade de moda de Londres, Central Saint Martins, com os fundos sendo destinados à compra de novos equipamentos para a faculdade.
Em 2021, Donatella e a sua filha doaram £200.000 para ajudar durante a pandemia de COVID-19. A doação foi destinada à unidade de terapia intensiva do Hospital San Raffaele, em Milão, Itália.

## Na cultura popular
Versace fez uma participação especial em Zoolander. Em The Devil Wears Prada, o seu nome foi mencionado esporadicamente.
Na cerimônia do 42.º Grammy Awards, em 2000, Jennifer Lopez usou o vestido "Jungle Dress", que se tornou um ponto de atenção internacional, sendo amplamente divulgado na mídia. O vestido foi desenhado pela própria Versace, e Lopez possui o vestido original atualmente na sua propriedade. O vestido usado por Lopez é considerado a razão para a criação do Google Imagens, e é conhecido por ser baixado mais de 600.000 vezes nas 24 horas após a noite do Grammy. Em 2019, Lopez usou o vestido pela primeira vez desde 2001 no desfile da Versace em Milão.
Versace foi parodiada várias vezes por Maya Rudolph no Saturday Night Live.
Na série da ABC Ugly Betty, uma personagem fictícia chamada Fabia, interpretada pela atriz Gina Gershon, é uma paródia de Versace. Gershon também interpretou Versace no papel principal no filme para a televisão House of Versace, da lifetime, lançado em 2013.
Lady Gaga escreveu a música "Donatella" do seu álbum de 2013 Artpop para ela.
A trama da segunda temporada da série de televisão American Crime Story narra o assassinato do irmão de Donatella, Gianni. Ela é interpretada por Penélope Cruz. Donatella criticou a autenticidade da série de TV, afirmando que estava com Madonna quando o assassinato ocorreu, um momento que não aparece nas imagens.
Em 2022, Versace participou de uma esquete no palco com as cantoras Dua Lipa e Megan Thee Stallion durante a 64.ª edição do Grammy. Dua e Megan subiram ao palco com vestidos longos pretos combinando, quando Versace se juntou a elas e desabotoou uma parte de cada vestido para revelar novos looks. O momento foi uma homenagem a uma esquete entre Mariah Carey e Whitney Houston nos MTV Video Music Awards de 1998. Também em 2022, a equipe de Donatella ajudou a criar o traje de corrente dourada brilhante de Cardi B para o Met Gala. Esse vestido levou cerca de 20 pessoas para ser feito, com cada corrente sendo bordada à mão.
Em 2023, Versace desenhou um vestido strapless com alfinetes de segurança, tweed branco, detalhes em pérolas e flores de camélia, usado por Anne Hathaway no Met Gala.
O personagem Donatello Versus, de Stone Ocean, Parte 6 do mangá JoJo's Bizarre Adventure, recebeu esse nome em homenagem a Donatella Versace.